# Gottfried Wittgruber
Gottfried Wittgruber (* 16. April 1961 in Graz) ist ein ehemaliger österreichischer Hochspringer.
Bei den Leichtathletik-Halleneuropameisterschaften wurde er 1979 in Wien Achter und 1981 in Grenoble Zwölfter.
1986 wurde er österreichischer Meister im Freien und 1981, 1987 sowie 1992 in der Halle.

## Persönliche Bestleistungen
- Hochsprung: 2,17 m, 26. September 1981, Klagenfurt
  - Halle: 2,18 m, 24. Februar 1979, Wien